# Konstanty Szyrwid
Konstanty Szyrwid także Širvydas, Szyrwidas (ur. prawdopodobnie w 1579 na Litwie, zm. 23 sierpnia 1631 w Wilnie) – litewski jezuita, kaznodzieja i teolog katolicki, leksykograf oraz autor słownika i gramatyki języka litewskiego.

## Życiorys
Nauki początkowe pobierał w kolegium jezuitów w Wilnie. Do nowicjatu jezuitów wstąpił 10 sierpnia 1598 w Rydze. Pierwsze lata nowicjatu (1598–1599) spędził w Nieświeżu, tu słuchał lekcji retoryki. Przez 2 miesiące roku 1599 przebywał w Dorpacie i Rydze. W latach 1600–1601 nauczał w niższych klasach kolegium nieświeskiego, studiując jednocześnie filozofię. W lipcu roku 1600 otrzymał w kolegium dorpackim stopień scholastyka. Następnie studiował (1603–1606) filozofię w kolegium w Pułtusku (tam w maju roku 1610 bronił tez z teologii ogólnej) i teologię na Akademii Wileńskiej (1606–1610). Święcenia prezbiteratu przyjął około 1610 roku w Wilnie. Ostatnie śluby zakonne złożył w roku 1617. Prowadził różnorodną działalność w ramach swego zakonu: przez 3 lata wykładał filozofię, później – przez kolejne 3 lata był kaznodzieją polskim, a następnie – przez 9 lat kaznodzieją litewskim. Przez 3 lata pełnił funkcję doradcy rektora. W latach 1613–1625 był wykładowcą Pisma Świętego w Wilnie. Dopiero od roku 1628 (zwolniony od wielu zajęć z powodu choroby), mógł się poświęcić wyłącznie pracy pisarskiej. W uznaniu zasług otrzymał w roku 1631 (kilka miesięcy przed śmiercią) privatim od władz Akademii Wileńskiej tytuł mistrza sztuk wyzwolonych i filozofii.

## Twórczość
W 1629 roku wydał swe największe dzieło – słownik łacińsko-polsko-litewski zatytułowany Dictionarium trium linguarum... (łac. Słownik trzech języków). W tym samym roku wydał też zbiór kazań w języku litewskim i polskim zatytułowany Punkty kazań od Adwentu aż do Postu, litewskim językiem z wytłumaczeniem na polskie. Rok później wydał zaginiony zbiór gramatyki Clavis linguae lituanicae (łac. Klucz do języka litewskiego). Był współtwórcą literackiego i teologicznego języka litewskiego.
- Dictionarium trium linguarum in usum studiosae juventutis, Wilno 1629 (według Estreichera wyd. niepewne); wyd. następne: Wilno 1631; Wilno 1642; Wilno 1677; Wilno 1713; Wilno 1718, (słownik polsko-łacińsko-litewski)
- Punkty kazań od Adwentu aż do Postu, litewskim językiem z wytłumaczeniem na polskie, Wilno 1629, drukarnia T. J.; przedr. R. Garbe, Getynga 1884, Litauische u. Lettische Drucke d. 16 u. 17 Jh., zeszyt 4; F. Specht, Getynga 1929
- Clavis linguae lituanicae, Wilno 1630, egz. nieznany; wiadomość podał F. Alegambe Bibliotheca scriptorum Societatis Jesu, Antwerpia 1643, s. 84, (przypuszczalnie gramatyka języka litewskiego)
- Dictionarium polono-latinum in usum studiosae iuventutis Polonae, Warszawa 1641, drukarnia J. Trelpiński, (według F. M. Sobieszczańskiego jest to wyciąg z Dictionarium trium linguarum..., sporządzony przez jezuitów warszawskich)
- Punkty kazań na Post Wielki językiem litewskim zapisane, a teraz na polski język przetłumaczone, Wilno 1644, drukarnia T. J.; fragmenty przedr. E. Volter (Volteris) Lietuviška chrestomatija, wyd. (1904).

Dokładniejszą bibliografię twórczości Szyrwida oraz wiadomości o materiałach podaje V. Biržiška: w Aleksandrynas. I: XVI-XVII amžiai, Chicago 1960, s. 247-250 oraz w Lietuviu bibliografija. Dalis 1: XVI-XVIII amžiai, Kowno 1924, szp. 20-23, 34, 46-47, (także tomy następne).